# Вера, Марлон
Марлон Андрес Вера Дельгадо (исп. Marlon Andres Vera Delgado, род. 2 декабря 1992 года, Чоне) — эквадорский боец смешанных единоборств, с 2014 года выступающий под эгидой Ultimate Fighting Championship в легчайшей и полулёгкой весовых категориях. Бывший претендент на титул чемпиона UFC в легчайшем весе. Занимает 7 строчку официального рейтинга  UFC в Легчайшем весе.

## Биография
Марлон Вера родился 2 декабря 1992 года в маленьком эквадорском городке Чоне с населением около 50 тысяч человек, расположенном на тихоокеанском побережье в провинции Манаби.
После старта карьеры в UFC Вера переехал в город Ирвайн в Калифорнии (США), где сейчас живет с женой Марией Паулиной Эскобар и 3 детьми - дочь Ана Паула (род. 2011 г.), сын Хосе Игнасио (род. 2015 г.) и дочь Элиана (род. 2018 г.). У старшей дочери есть редкое заболевание – синдром Мебиуса.

## Карьера бойца смешанных единоборств
Вера начал тренировки в 16 лет. По словам Марлона, в его родном городе были тренеры по отдельным дисциплинам, но не было команд и условий, в которых тренируются современные бойцы ММА.

### Начало карьеры
Выступать как любитель начал в 2010 году, а в июле 2011 года совершил профессиональный дебют в смешанных единоборствах. Сначала провел 8 боев в региональных латиноамериканских промоушенах, выступая в Эквадоре, Панаме, Перу и Мексике. Из них 6 боев выиграл (причем первые 5 боев выиграл подряд), 1 проиграл и 1 завершился в ничью.

### The Ultimate Fighter: Latin America
В апреле 2014 года UFC объявила о выпуске 7-го интернационального сезона реалити-шоу "The Ultimate Fighter", которая проводилась между командами Кейна Веласкеса (мексиканская команда) и Фабрисио Вердума (латиноамериканская команда). В этом сезоне шоу в каждой команде участвовали бойцы легчайшей и полулёгкой весовых категорий. Вера вошел в команду Вердума в легчайшую категорию.
В рамках TUF Вера провел один бой, победив Энрике Брионеса нокаутом, удачно попав ногой в челюсть из положения лежа на полу. Со следующего боя (против Алехандро Переса, который в итоге выиграл тот сезон TUF в легчайшей категории) Вера снялся из-за кожной инфекции. Тем не менее его подписали в UFC.

## Титулы и достижения
Ultimate Fighting Championship
- Обладатель премии «Лучший бой вечера» (три раза) против Сун Ядунга, Дэйви Гранта, Роба Фонта
- Обладатель премии «Выступление вечера» (пять раз) против Романа Салазара, Брэда Пикетта, Андре Юэлла, Фрэнки Эдгара и Доминика Круса

## Статистика выступлений в MMA
| Боёв 34  | Побед 23 | Поражений 10 |
| -------- | -------- | ------------ |
| Нокаутом | 8        | 0            |
| Сдачей   | 10       | 0            |
| Решением | 5        | 10           |
| Ничьи    | 1        | 1            |

| Результат  | Рекорд  | Соперник                | Способ                       | Турнир                                 | Дата            | Раунд | Время | Место                             | Примечание                                                       |
| ---------- | ------- | ----------------------- | ---------------------------- | -------------------------------------- | --------------- | ----- | ----- | --------------------------------- | ---------------------------------------------------------------- |
| Поражение  | 23-10-1 | Дейвисон Фигейреду      | Единогласное решение         | UFC on ABC: Сэндхэген vs. Нурмагомедов | 3 августа 2024  | 3     | 5:00  | Абу-Даби, ОАЭ                     |                                                                  |
| Поражение  | 23-9-1  | Шон О'Мэлли             | Единогласное решение         | UFC 299                                | 9 марта 2024    | 5     | 5:00  | Майами, Флорида, США              | Бой за титул чемпиона UFC в легчайшем весе.                      |
| Победа     | 23-8-1  | Педру Муньюс            | Единогласное решение         | UFC 292                                | 19 августа 2023 | 3     | 5:00  | Бостон, Массачусетс, США          |                                                                  |
| Поражение  | 22-8-1  | Кори Сэндхэген          | Раздельное решение           | UFC on ESPN: Вера vs. Сэндхэген        | 25 марта 2023   | 5     | 5:00  | Сан-Антонио, Техас, США           |                                                                  |
| Победа     | 22-7-1  | Доминик Крус            | KO (хэд-кик)                 | UFC on ESPN: Вера vs. Крус             | 13 августа 2022 | 4     | 2:17  | Сан-Диего, Калифорния, США        | «Выступление вечера» (5).                                        |
| Победа     | 21-7-1  | Роб Фонт                | Единогласное решение         | UFC on ESPN: Фонт vs. Вера             | 30 апреля 2022  | 5     | 5:00  | Лас-Вегас, Невада, США            | «Лучший бой вечера» (3).                                         |
| Победа     | 20-7-1  | Фрэнки Эдгар            | KO (фронт-кик)               | UFC 268                                | 6 ноября 2021   | 3     | 3:50  | Нью-Йорк, Нью-Йорк, США           | «Выступление вечера» (4)»                                        |
| Победа     | 19-7-1  | Дэйви Грант             | Единогласное решение         | UFC on ESPN: Корейский зомби vs. Иге   | 19 июня 2021    | 3     | 5:00  | Лас-Вегас, Невада, США            | «Лучший бой вечера» (2).                                         |
| Поражение  | 18-7-1  | Жозе Алду               | Единогласное решение         | UFC Fight Night: Томпсон vs. Нил       | 19 декабря 2020 | 3     | 5:00  | Лас-Вегас, Невада, США            |                                                                  |
| Победа     | 18-6-1  | Шон О`Мэлли             | TKO (удары локтями и руками) | UFC 252                                | 15 августа 2020 | 1     | 4:40  | Лас-Вегас, Невада, США            | Возвращение в легчайший вес.                                     |
| Поражение  | 17-6-1  | Сун Ядун                | Единогласное решение         | UFC on ESPN: Оверим vs. Харрис         | 16 мая 2020     | 3     | 5:00  | Джэксонвилл, Флорида, США         | Бой в полулёгком весе. "Лучший бой вечера" (1).                  |
| Победа     | 17-5-1  | Андрэ Юэлл              | TKO (удары локтями и руками) | UFC Fight Night: Йоанна vs. Уотерсон   | 12 октября 2019 | 3     | 3:17  | Тампа, Флорида, США               | «Выступление вечера» (3).                                        |
| Победа     | 16-5-1  | Ноэлин Эрнандес         | Сдача (удушение сзади)       | UFC 239                                | 6 июля 2019     | 2     | 3:25  | Лас-Вегас, Невада, США            |                                                                  |
| Победа     | 15-5-1  | Фрэнки Саенс            | TKO (удары)                  | UFC Fight Night: Томпсон vs. Петтис    | 23 марта 2019   | 1     | 1:25  | Нэшвилл, Теннесси, США            |                                                                  |
| Победа     | 14-5-1  | Гуидо Каннетти          | Сдача (удушение сзади)       | UFC Fight Night: Мэгни vs. Понзиниббио | 17 ноября 2018  | 2     | 1:31  | Буэнос-Айрес, Аргентина           |                                                                  |
| Победа     | 13-5-1  | Вулицзи Бужэнь          | TKO (удары)                  | UFC 227                                | 4 августа 2018  | 2     | 4:53  | Лос-Анджелес, Калифорния, США     |                                                                  |
| Поражение  | 12-5-1  | Дуглас Силва ди Андради | Единогласное решение         | UFC Fight Night: Мачида vs. Андерс     | 23 февраля 2018 | 3     | 5:00  | Белен, Пара, Бразилия             |                                                                  |
| Поражение  | 12-4-1  | Джон Линекер            | Единогласное решение         | UFC Fight Night: Брансон vs. Мачида    | 28 октября 2017 | 3     | 5:00  | Сан-Паулу, Бразилия               |                                                                  |
| Победа     | 12-3-1  | Брайан Келлехер         | Сдача (рычаг локтя)          | UFC on Fox: Вайдман vs. Гастелум       | 22 июля 2017    | 1     | 2:18  | Юниондейл, Нью-Йорк, США          | Возвращение в легчайший вес.                                     |
| Победа     | 11-3-1  | Брэд Пикетт             | TKO (удары)                  | UFC Fight Night: Манува vs. Андерсон   | 18 марта 2017   | 3     | 3:50  | Лондон, Англия                    | Бой в промежуточном весе (140 фунтов), "Выступление вечера" (2). |
| Победа     | 10-3-1  | Нин Гуанъю              | Единогласное решение         | UFC Fight Night: Уиттакер vs. Брансон  | 26 ноября 2016  | 3     | 5:00  | Мельбурн, Виктория, Австралия     | Бой в полулёгком весе.                                           |
| Поражение  | 9-3-1   | Дейви Грант             | Единогласное решение         | UFC Fight Night: Силва vs. Биспинг     | 27 февраля 2016 | 3     | 5:00  | Лондон, Англия                    |                                                                  |
| Победа     | 9-2-1   | Роман Салазар           | Сдача (треугольник)          | UFC Fight Night: Тейшейра vs. Сен-Прё  | 8 августа 2015  | 2     | 2:15  | Нэшвилл, Теннесси, США            | «Выступление вечера» (1).                                        |
| Поражение  | 8-2-1   | Марко Белтран           | Единогласное решение         | UFC 180                                | 15 ноября 2014  | 3     | 5:00  | Мехико, Мексика                   | Дебют в UFC. Возвращение в легчайший вес.                        |
| Победа     | 8-1-1   | Д`Хуан Оуэнс            | Сдача (узел ноги)            | Inka FC 24                             | 23 октября 2013 | 1     | 1:54  | Лима, Лима, Перу                  |                                                                  |
| Поражение  | 7-1-1   | Бруну Лобату            | Единогласное решение         | Inka FC 23                             | 24 августа 2013 | 3     | 5:00  | Лима, Лима, Перу                  |                                                                  |
| Ничья      | 7-0-1   | Фабиу Биспу             | Решение большинства          | Inka FC 22                             | 29 июня 2013    | 3     | 5:00  | Лима, Лима, Перу                  | Дебют в полулёгком весе.                                         |
| Победа     | 7-0     | Роберто Эррера          | Сдача (удушение сзади)       | FMP 16 - MFP 16                        | 25 мая 2013     | 1     | 1:50  | Чиуауа, Чиуауа, Мексика           |                                                                  |
| Победа     | 6-0     | Хоэль Иглесиас          | KO (удары локтями)           | 300 Sparta                             | 24 апреля 2013  | 1     | 4:04  | Лима, Лима, Перу                  |                                                                  |
| Победа     | 5-0     | Хавьер Уманья           | Сдача (треугольник)          | PFL - UCC 13                           | 18 января 2013  | 2     | 4:44  | Панама, Панама, Панама            |                                                                  |
| Победа     | 4–0     | Алексис Патино Пинос    | Сдача (армбар)               | Punisher Machala 4                     | 26 мая 2012     | 1     | 4:00  | Гуаякиль, Эквадор                 |                                                                  |
| Победа     | 3-0     | Джэк Гузман             | Сдача (треугольник)          | Samurai FC 7 - Peace and War           | 20 февраля 2012 | 1     | н/д   | Кито, Пичинча, Эквадор            |                                                                  |
| Победа     | 2-0     | Сесар Морено            | Единогласное решение         | EMMA 2 - Extreme FC: Conflicto         | 18 июля 2011    | 3     | 5:00  | Санта-Элена, Санта-Элена, Эквадор |                                                                  |
| Победа     | 1–0     | Ромель Ороско           | Сдача (армбар)               | Quito Fight Club 3                     | 24 июля 2010    | 2     | 1:12  | Гуаякиль, Эквадор                 |                                                                  |
| Источники: |         |                         |                              |                                        |                 |       |       |                                   |                                                                  |

FMR (Fight Matrix Ranking) - мировой рейтинг бойца в полусреднем весе на дату проведения боя (по версии ресурса www.fightmatrix.com)
- Результаты показательных боёв не учитываются в статистике

## ссылки
- Профиль Марлона Вера  (англ.) на официальном англоязычном разделе сайта чемпионата UFC.com
- Профиль Марлона Вера  (рус.) на официальном русскоязычном разделе сайта чемпионата UFC.ru
- Профиль Марлона Вера  (рус.) — статистика бойца на сайте FightTime.ru